# جاذبه‌های گردشگری استان البرز

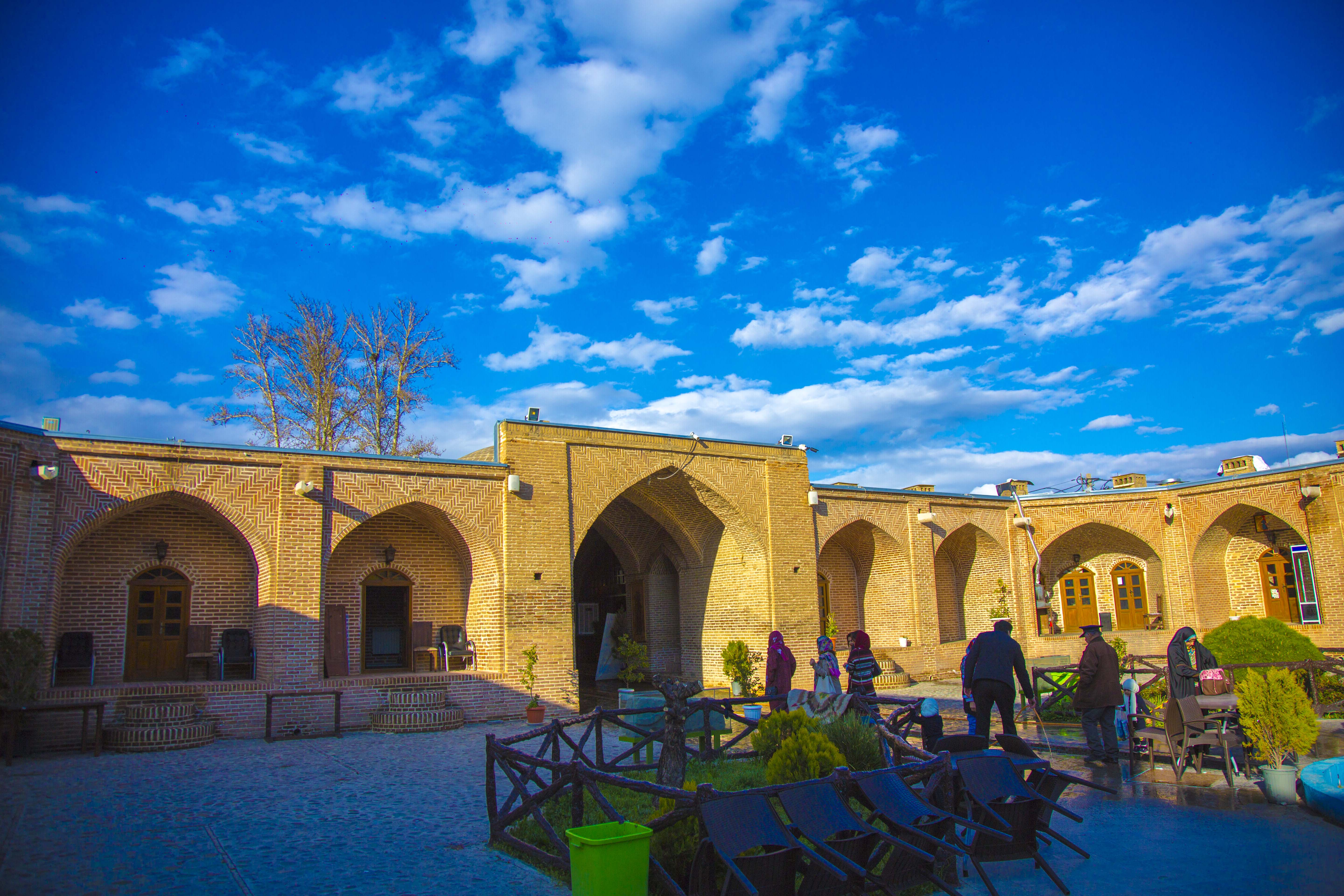
کاروانسرای شاه عباسی کرج

در زیر ، فهرستی از جاذبه‌های گردشگری استان البرز آمده است.

## آثار تاریخی
- کاخ مروارید
- کاروانسرای شاه عباسی
- کاخ سلیمانیه
- کاخ شهرستانک
- حمام بیلقان
- کاروانسرای ینگه امام
- حمام مصباح
- کاخ رضا شاهی گچسر
- آهنین راه و پل سنگی گچسر

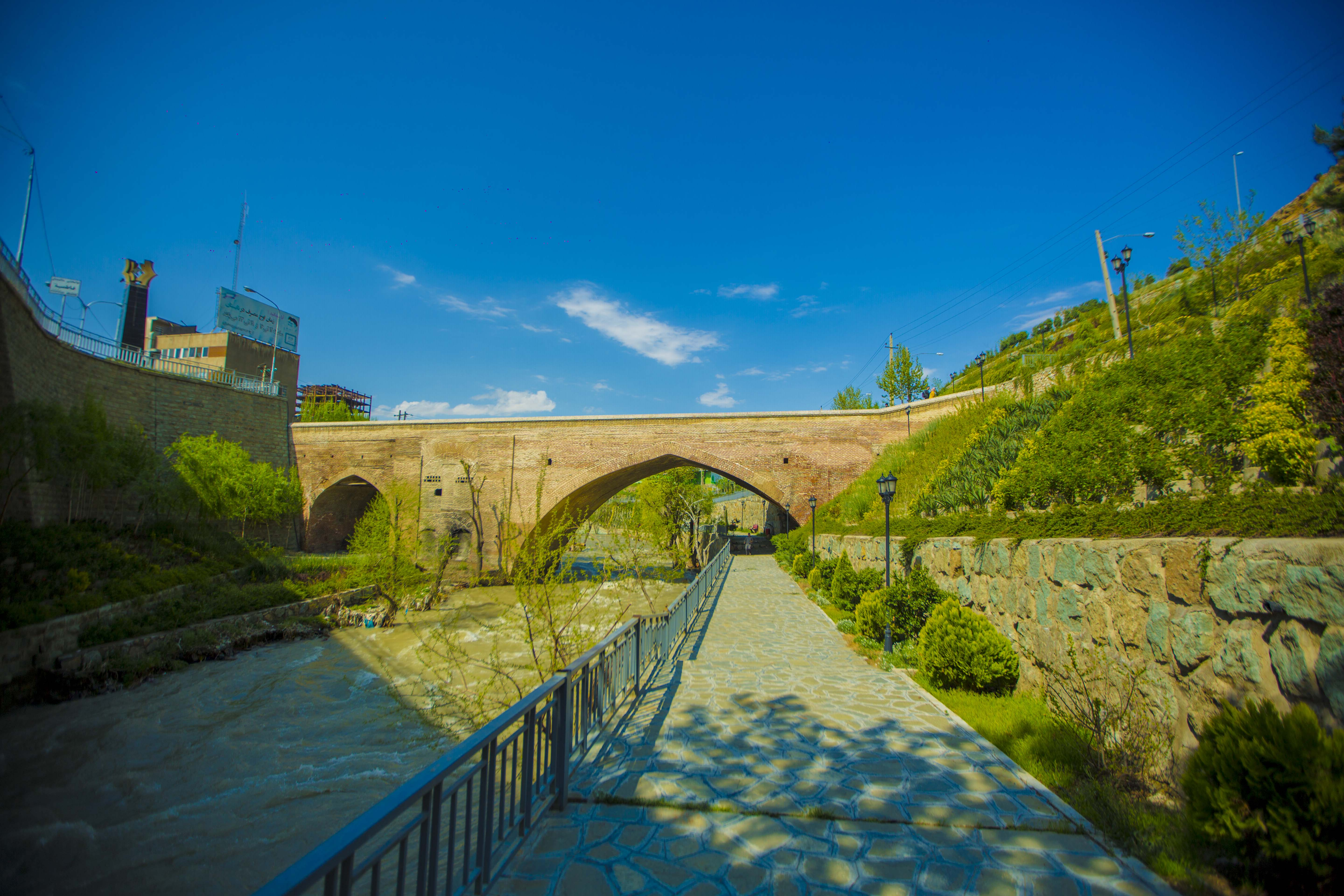
پل دختر کرج
- شاهزاده حسین
- حمام شهرک طالقان
- حمام روستای نویزک
- حمام روستای بزج
- حمام روستای فشندک
- حمام روستای میر
- حمام روستای کلانک
- حمام روستای سنگ بن طالقان
- شبستان تاریخی مسجد جامع اشتهارد
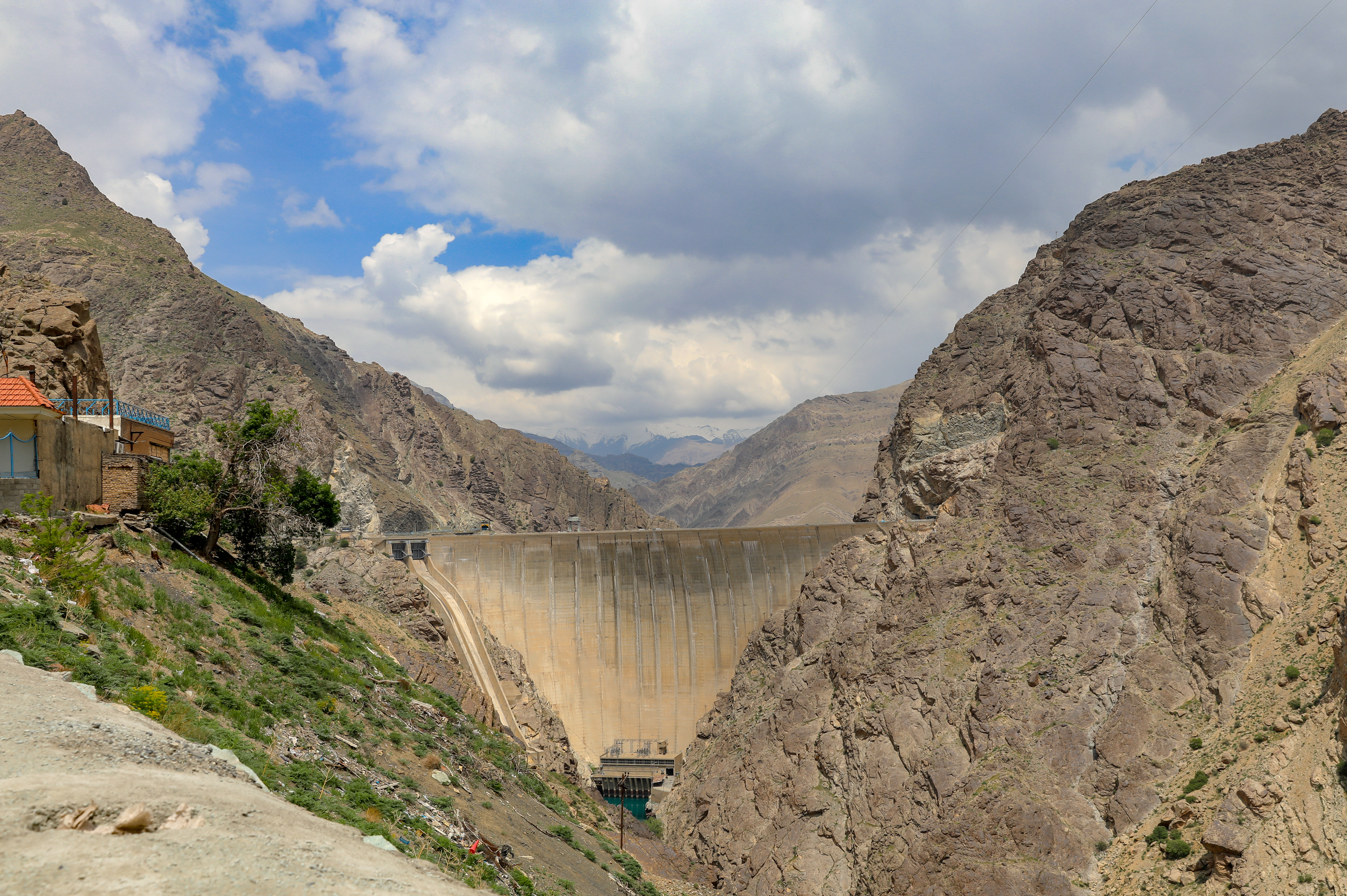
سد کرج
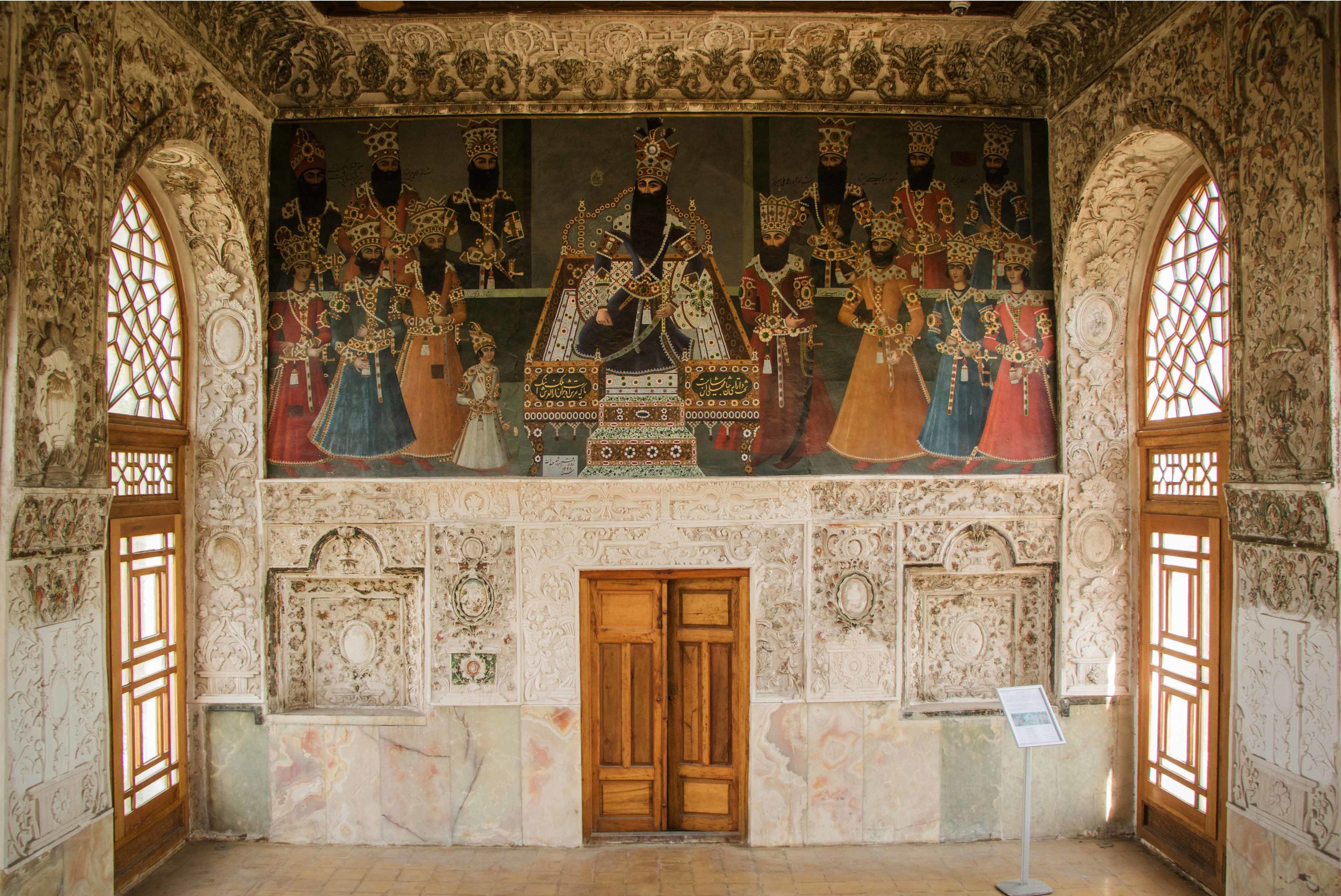
کاخ سلیمانیه
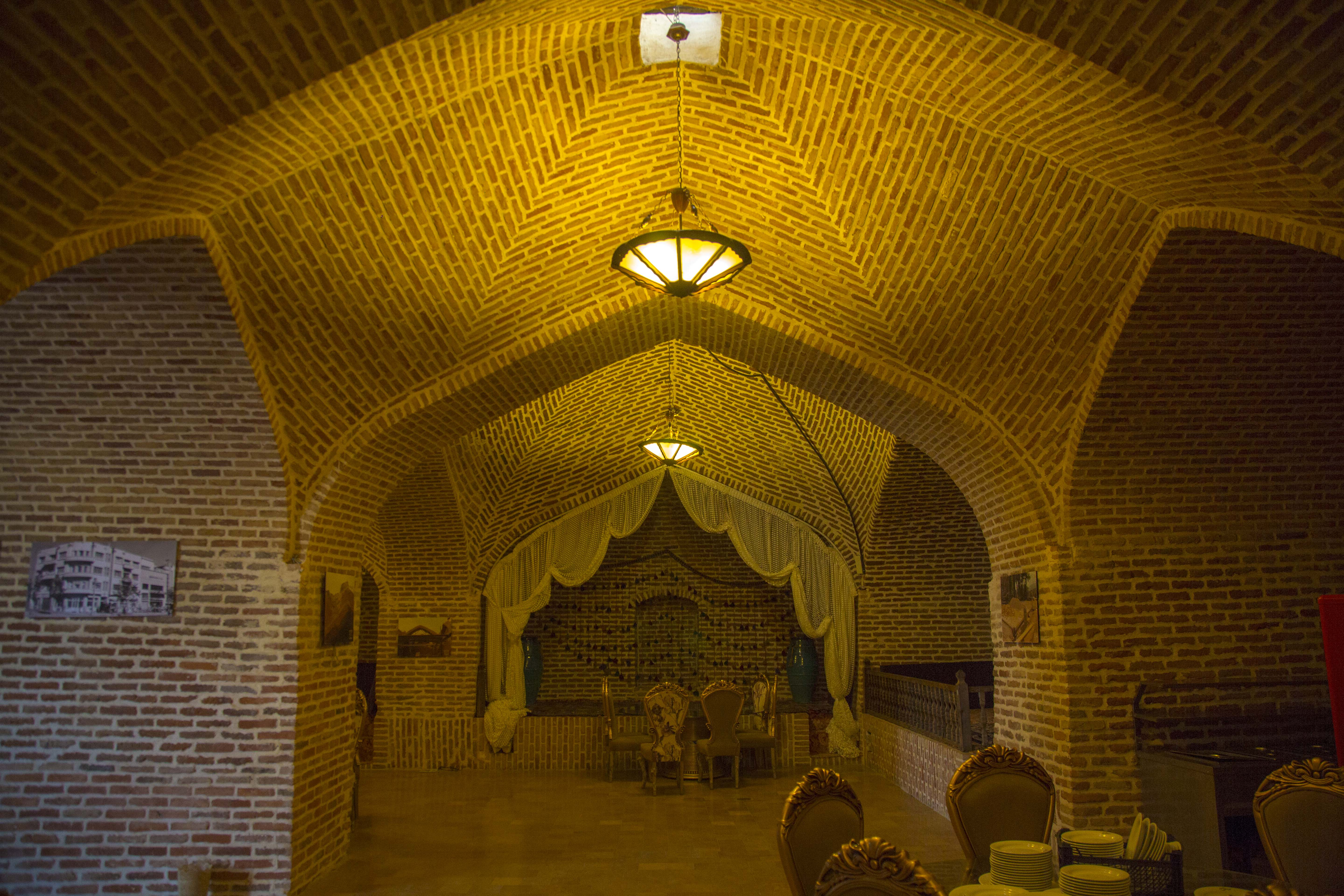
کاروانسرای شاه عباسی

- حسینیه برغان
- پل برغان
- خانه محمود طالقانی
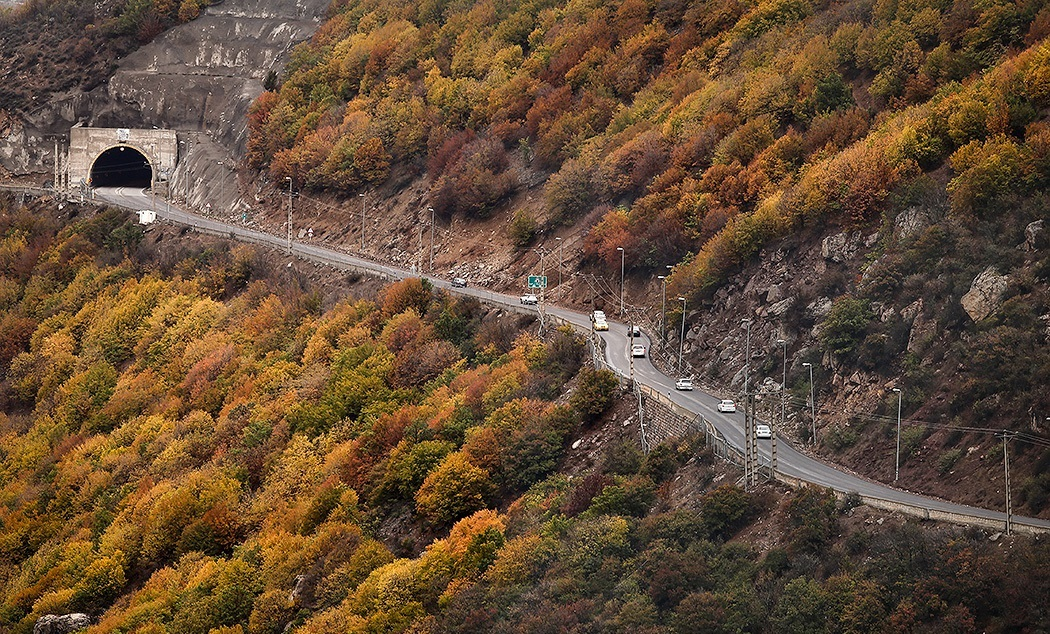
جاده چالوس
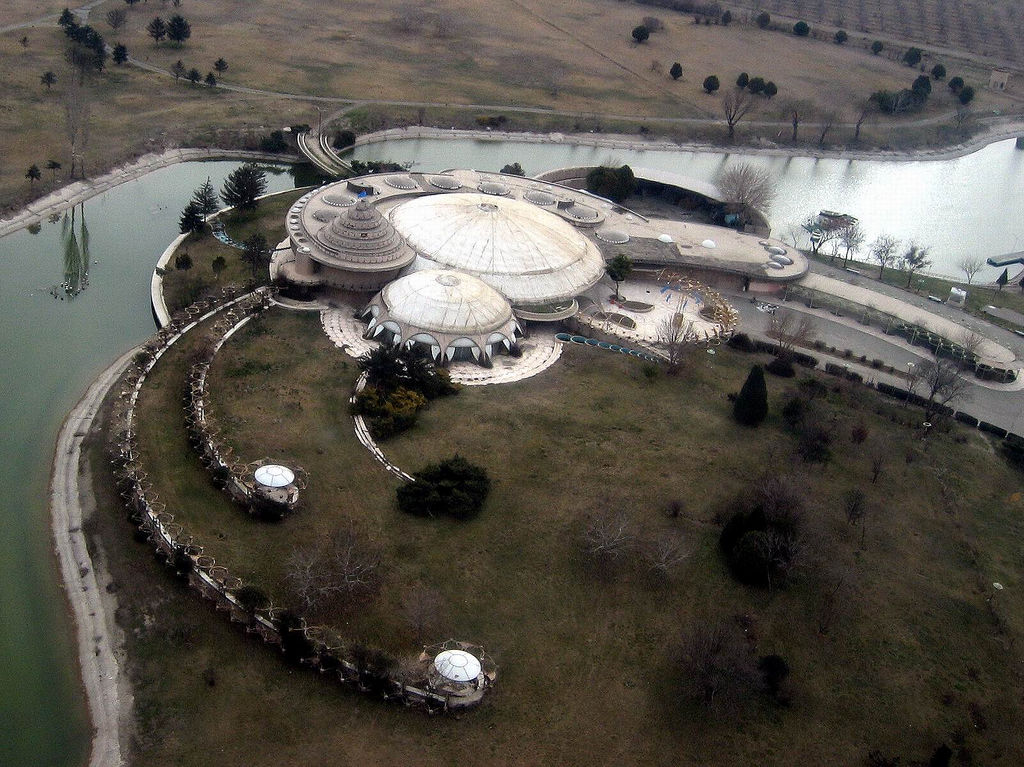
کاخ مروارید

- پل دختر کرج
- سد کرج
- کاخ سلیمانیه
- کاروانسرای شاه عباسی
- جاده چالوس
- کاخ مروارید

## امامزاده‌های تاریخی

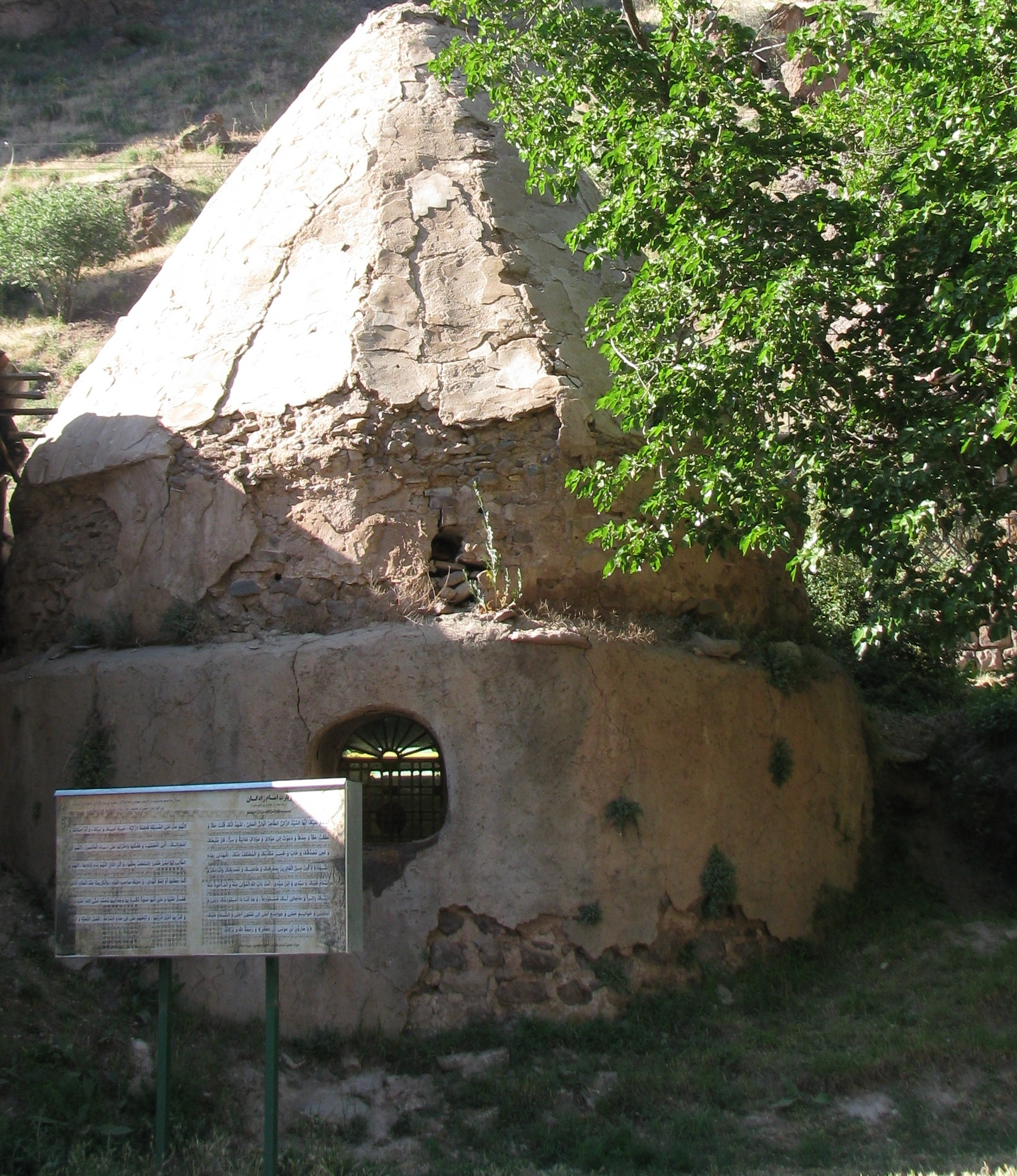
امامزاده عبدالقهار
- امامزاده سلیمان
- امامزاده هارون
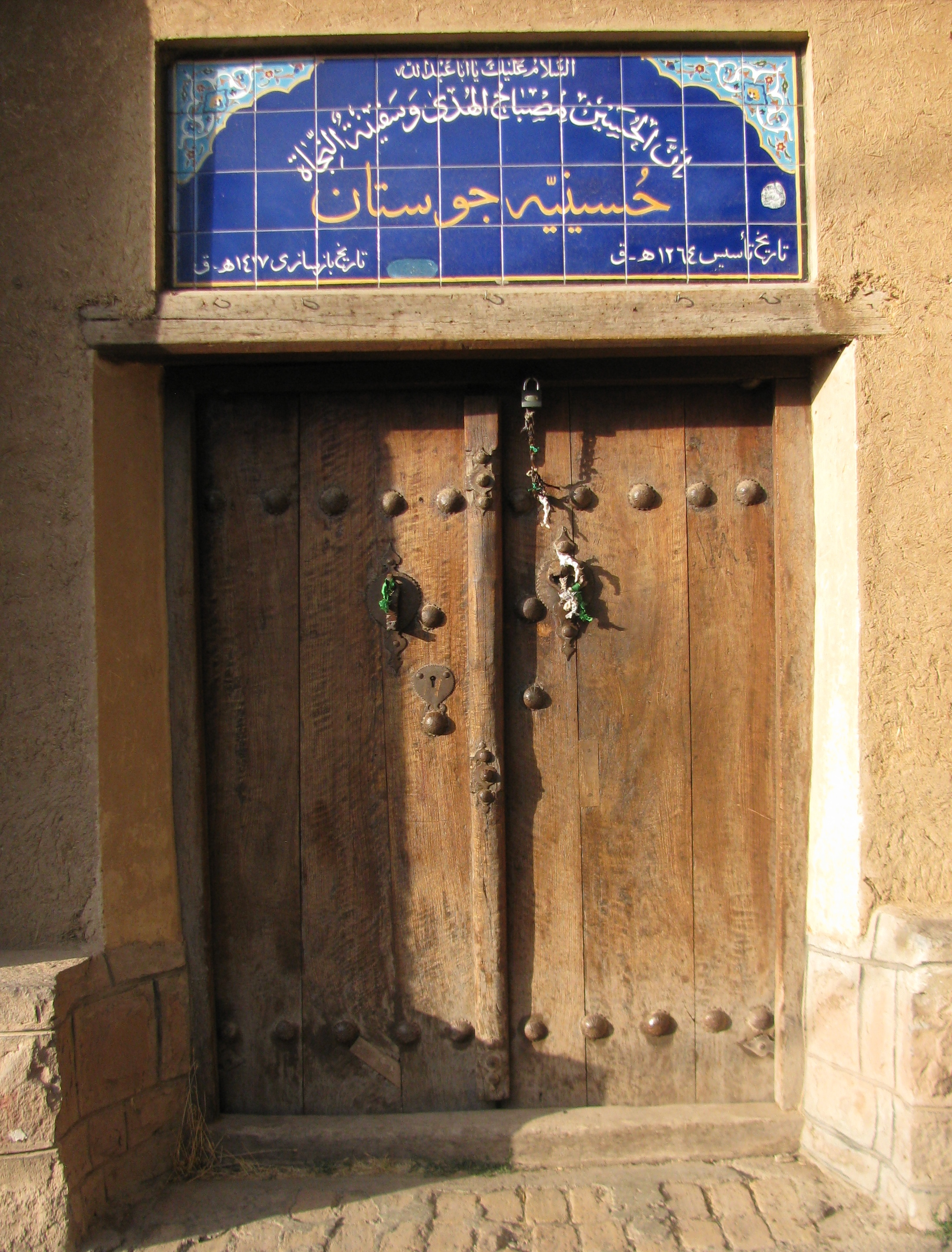
تکیه روستای جوستان
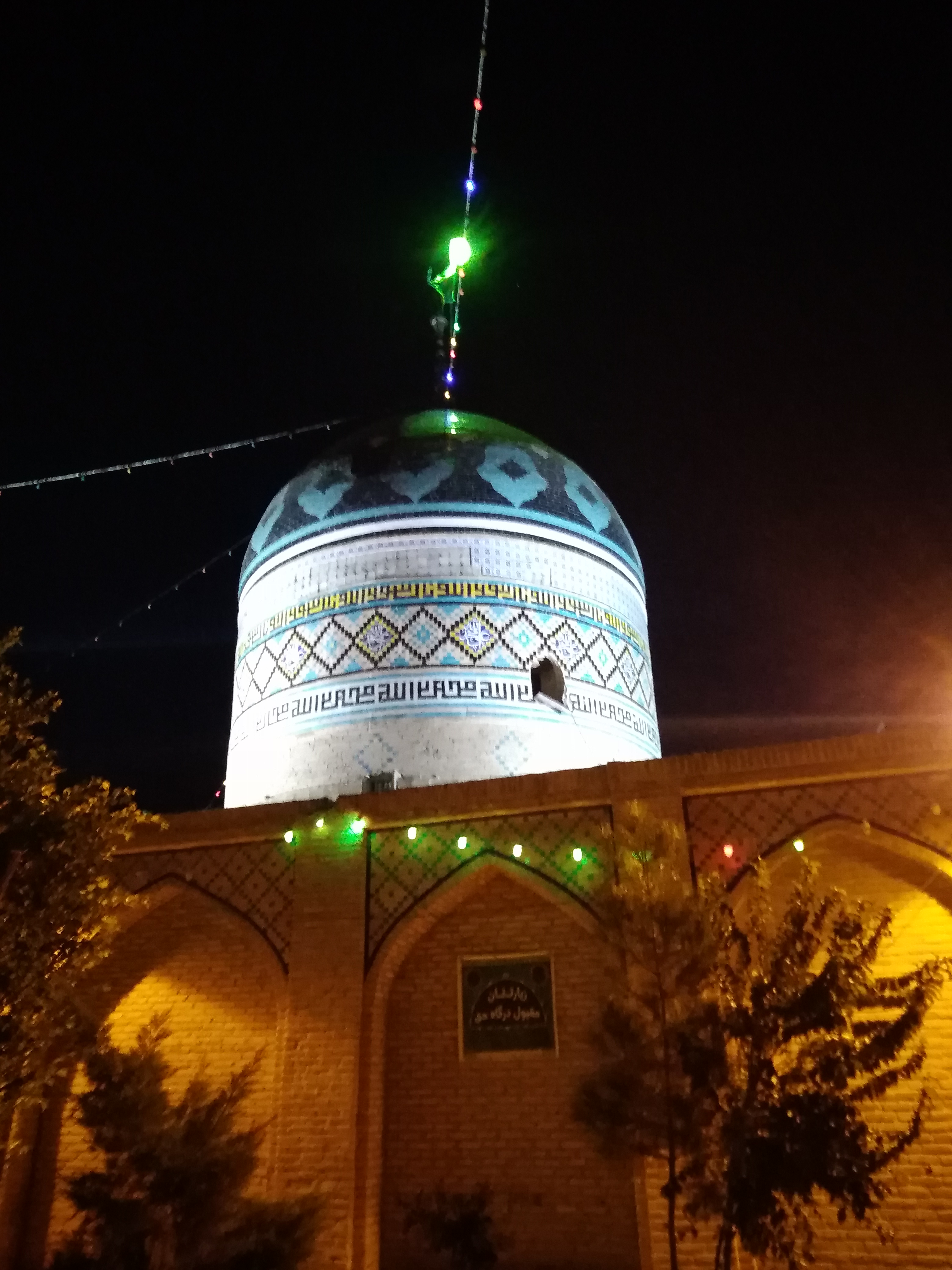
آرامگاه امامزاده کبری وام صغری
- امامزاده یوسف
- امامزاده موسی و سلیم
- امامزاده حسن
- امامزادگان سیدعلاءالدین وشرف الدین
- امامزاده قاضی - امامزاده قاضی میر سعید
- امامزاده زید و ابراهیم
- امامزاده حمزه و عبدا...
- امامزاده سید ضیاء الدین
- آرامگاه شیخ (پیر) حسین الهی
- آرامگاه پیر وشته (پیر نمیر)
- آرامگاه پیر کشی
- آرامگاه پیر جمشید

- امامزاده هارون
- تکیه روستای جوستان
- آرامگاه امامزاده کبری وام صغری

## تپه‌ و قلعه‌ها
- قلعه منصور طالقان
- قلعه کیقباد
- ارژنگ قلعه
- قلعه کیقباد هرنج
- قلعه پراچان
- قلعه سگران
- قلعه نوده (قلعه کیان خاتون)
- قلعه ارژنگ
- سنگ‌نوشته گردنه عسلک
- محوطه ۱ شکار چر
- محوطه آردکان تپه
- محوطه لمبران
- محوطه مرجان
- محوطه واگین سو
- محوطه زرده گهره و پنجعلی تپه
- محوطه مرغ استل
- محوطه سنقر کلایه
- محوطه تکیدر
- محوطه روناسر
- محوطه خرماله کول
- محوطه کوشک سر
- محوطه قزوین دشت
- محوطه ارچیلان
- محوطه جیر ارژنگ
- محوطه هورسی بند شهرک
- محوطه خانه مالان
- گورستان روستای گته ده
- گورستان گبری
- قلعه دزدبند شهرستانک
- قلعه دختر کلاک
- اغلان تپه ساوجبلاغ
- تپه اسماعیل‌آباد شورقلعه
- تپه باستانی حاجی‌آباد
- تپه باستانی دره دو چنار سپیدارک
- تپه باستانی رامجین
- تپه باستانی سلطان‌آباد
- تپه باستانی قاسم‌آباد
- تپه باستانی قلعه دشت آقربلاق
- تپه باستانی ملک‌آباد
- تپه باستانی نمکلان
- تپه باستانی ینگی امام
- تپه روستای قوهه
- تپه سرخاب
- تپه سرقین
- تپه قاسم‌آباد بزرگ
- تپه گبران (گردان)
- تپه گرجیان
- تپه گورستان چهارباغ
- تپه لشکرآباد ساوجبلاغ
- تپه نمکلان
- تپه وایسوار
- تپه ینگی امام
- تپه‌های خرم‌آباد
- شاه تپه ساوجبلاغ
- گنج تپه خوروین
- موشلان تپه (اسماعیل‌آباد)
- زال تپه
- تپه آلارد
- تپه باستانی خاقانی خیرآباد
- تپه باستانی قوهه
- تپه باستانی لشکرآباد
- تپه تله اسکی
- تپه دزدبر
- تپه دشت بهشت
- تپه شیرین‌آباد
- تپه فردوس
- تپه کلمه
- تپه کمال‌آباد
- تپه کیکاور
- تپه و قلعه حیدرآباد
- تپه وسطر
- تپه‌های مراد تپه
- الوند تپه
- قلعه گبران
- تپه ازبکی
- تپه تیکان
- تپه قارپوزآباد
- تپه شرف الدین
- تپه قاسم‌آباد
- تپه قزل حصار شرقی
- تپه قزل حصار غربی
- تپه کول بهرام
- تپه گازر سنگ
- تپه محمدآباد
- تپه محمدآباد دولت‌آباد
- تپه مسکین‌آباد
- تپه منجوق تپه
- تپه نجم‌آباد

## مناطق طبیعی و زیست بوم‌ها
- باغ سیب مهرشهر
- باغ فاتح

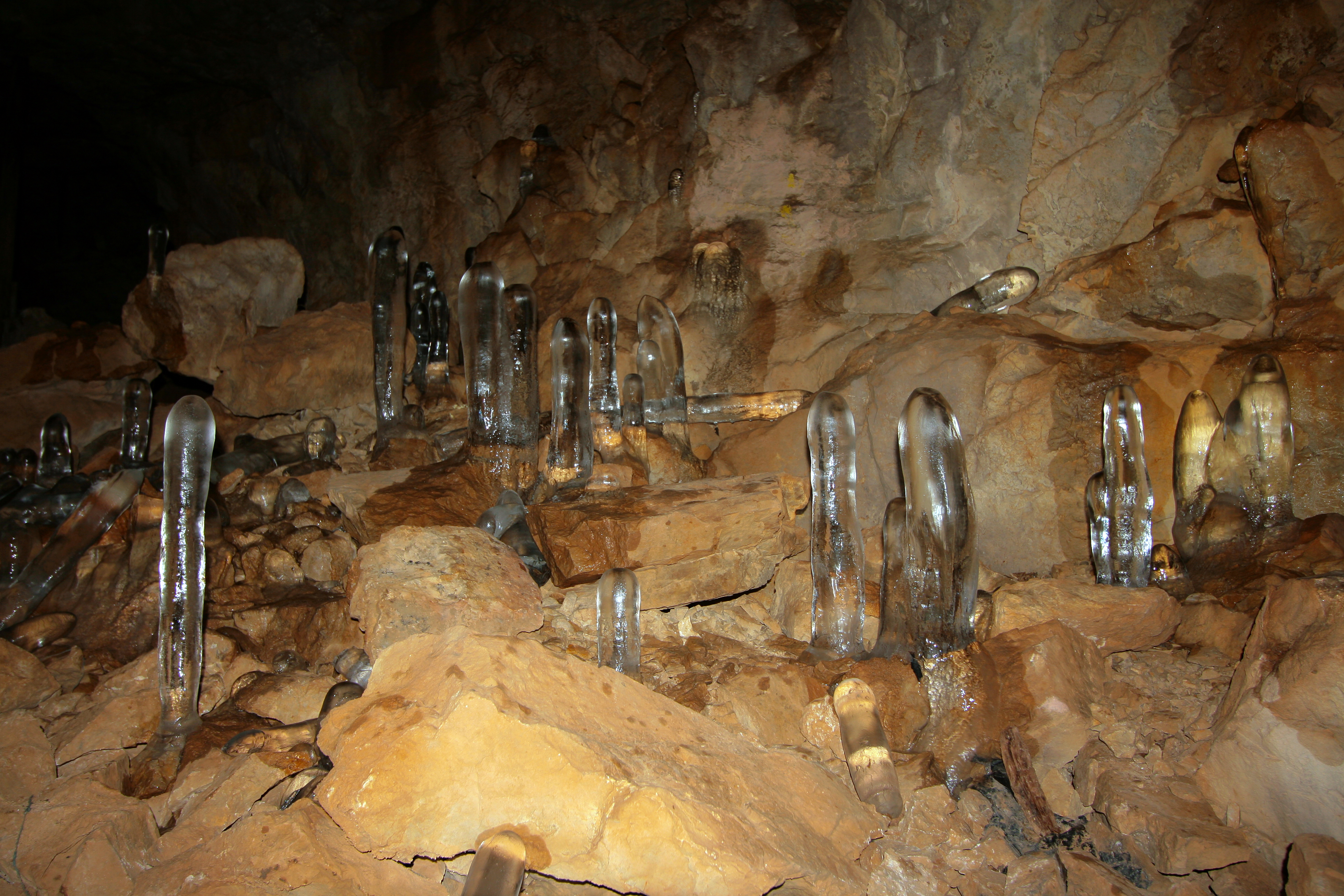
غار یخ‌مراد
- غار پنجعلی
- غار وی یا
- غار زالن گاه
- غار بادامستان
- رودخانه کرج
- تالاب صالحیه
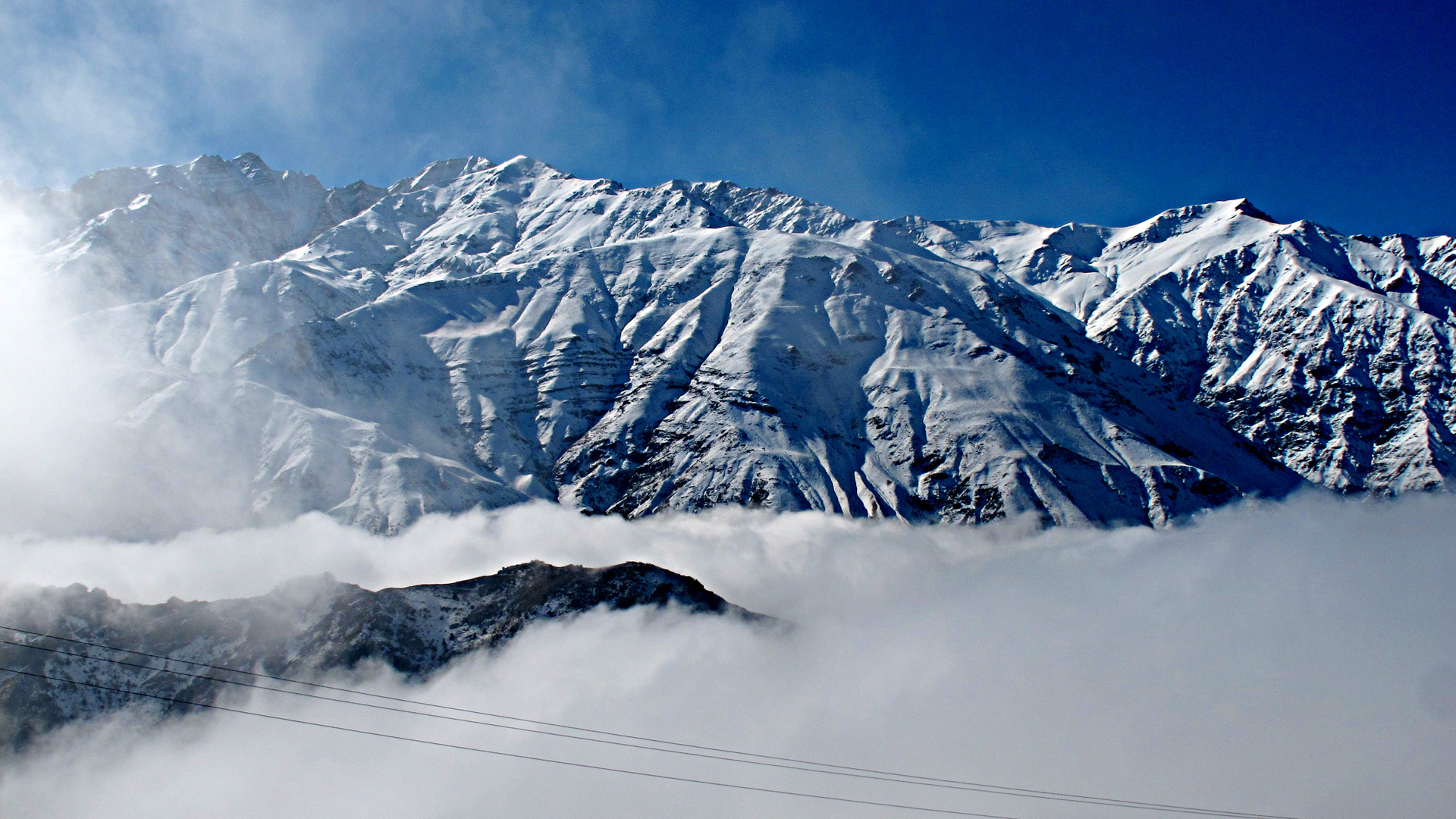
البرز مرکزی
- قله ناز
- قله کهار
- سپید قطور
- علم‌کوه
- شاه البرز
- حلقه‌دره
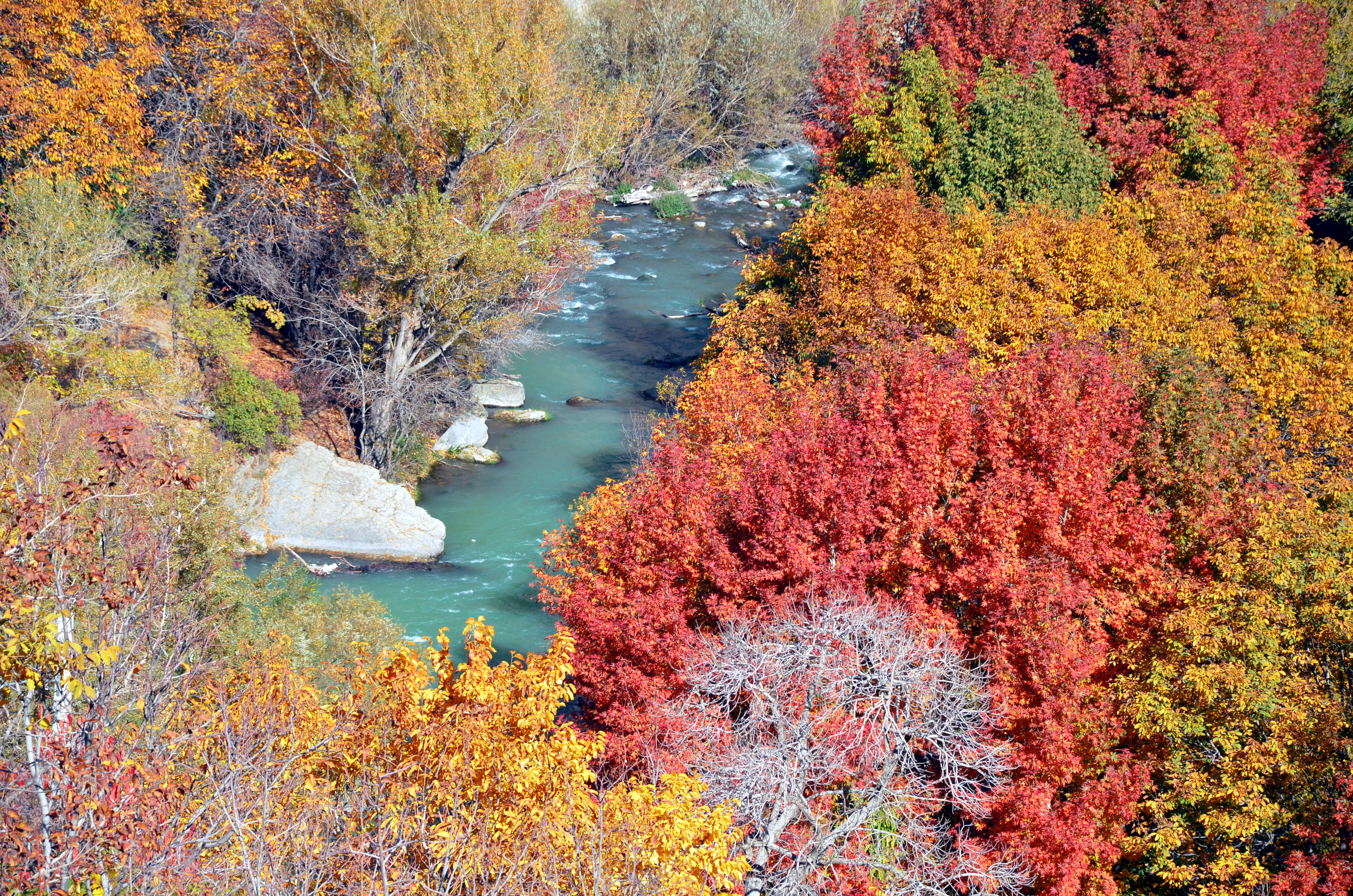
بام کرج
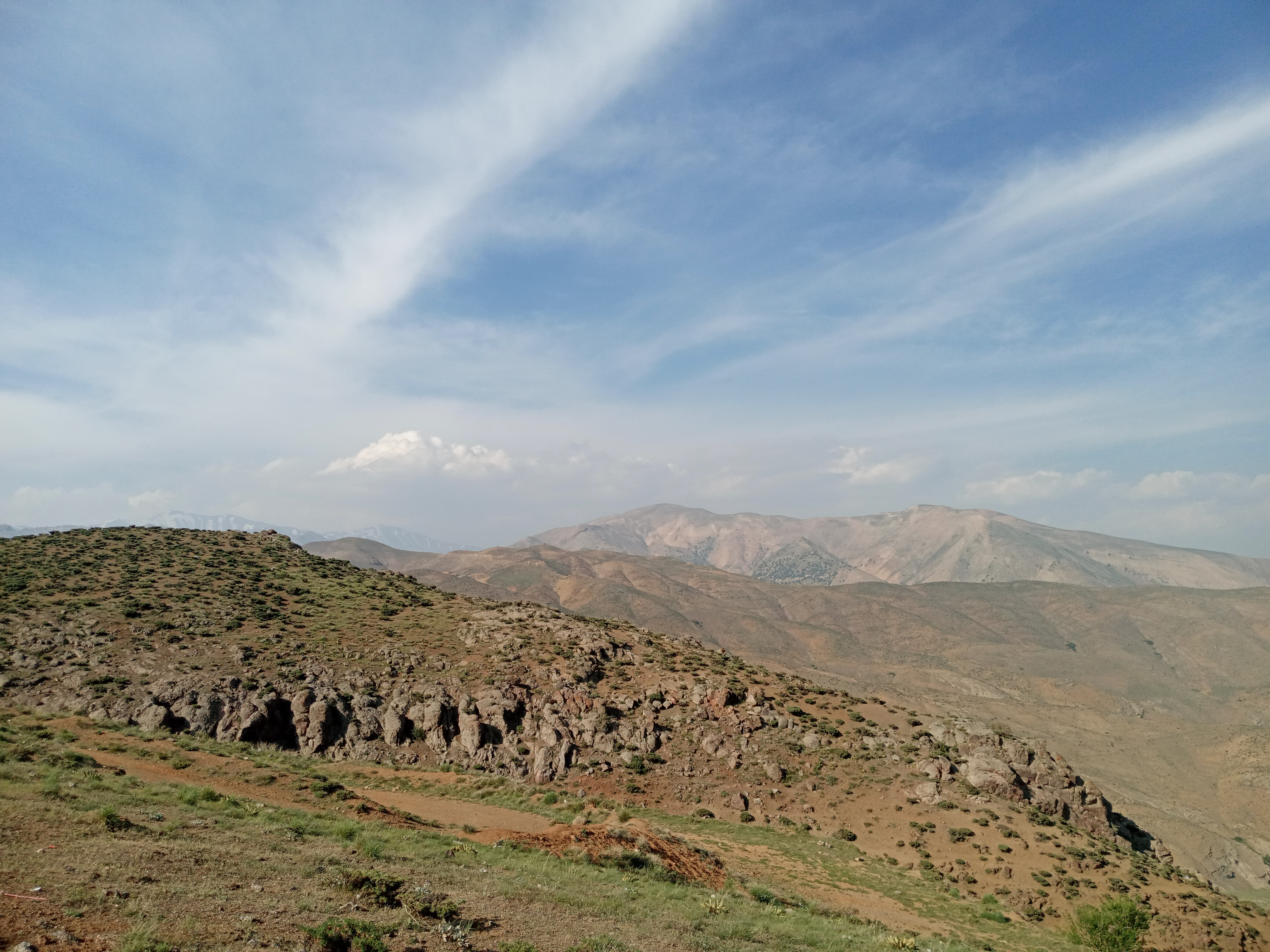
روستای آتشگاه
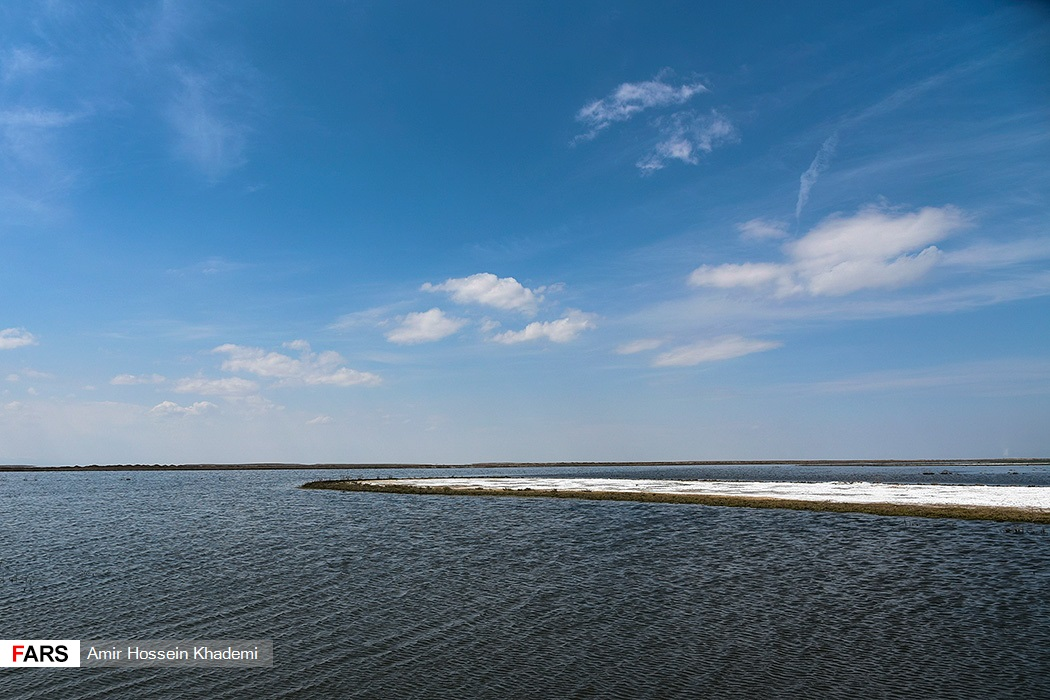
تالاب صالحیه
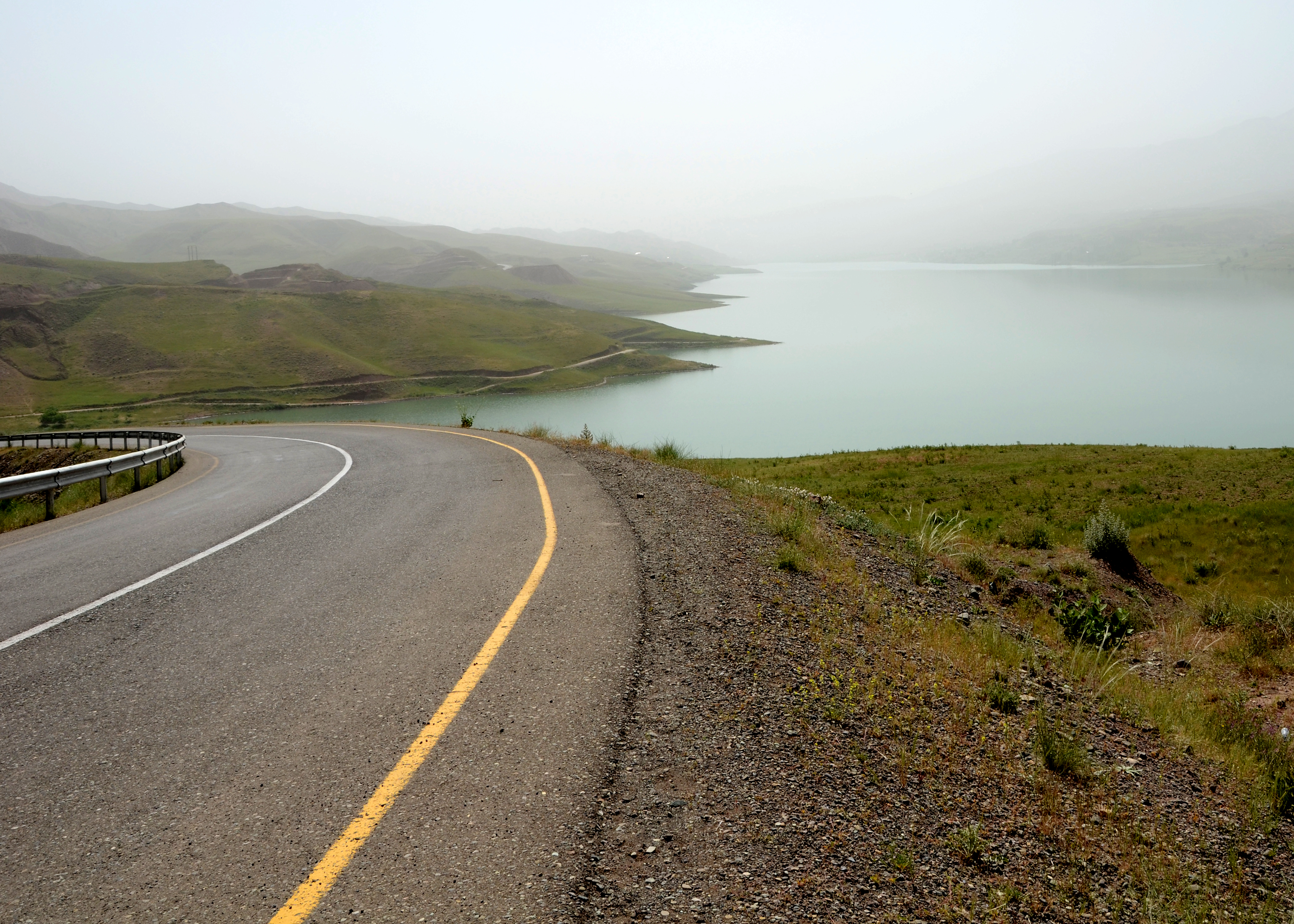
دریاچه سد طالقان

- رودخانه هزاربند
- روخانه شاه چای
- رودخانه شاهرود

- غار یخ‌مراد
- شاه البرز
- رودخانه کرج
- روستای آتشگاه
- تالاب صالحیه
- دریاچه سد طالقان